# Чертаново (футбольный клуб)
«Черта́ново» — российский футбольный клуб из одноимённого района Москвы. Основан в 1993 году.

## История

Эмблема клуба до декабря 2021 года. Рожки — отсыл к прозвищу «черти»

Первый сезон провёл под названием СУО во второй лиге первенства России. В 1994—1997 годах выступал в третьей лиге. Затем потерял профессиональный статус и выступал в любительских соревнованиях, в том числе в первенстве КФК/ЛФЛ/ЛФК (1998—2003, 2005, 2007—2011/12) и Кубке России среди ЛФК.
С сезона 2014/15 был воссоздан профессиональный клуб. При этом фактически статуса футбольного клуба у «Чертаново» не было, команда играла по договору с ПФЛ как спортивная школа, а в регламенте лиги был расширен соответствующий раздел. В сезонах 2014/15, 2015/16 и 2016/17 команда выступала в зоне (группе) «Центр» Первенства ПФЛ. В сезоне-2017/18 выступала в группе «Запад», домашние матчи проводила на стадионе «Арена Чертаново», ранее играла на стадионах «Планета» (Подольск), «Янтарь» (в московском районе Строгино) и «Октябрь» (на улице Живописной в Москве).
В 2018 году «Чертаново» стало самой молодой командой, которой удалось пробиться в ФНЛ — средний возраст игроков меньше 19 лет, состав команды состоял исключительно из воспитанников спортшколы «Чертаново». В ФНЛ команда провела 3 сезона (2018/19, 2019/20, 2020/21): в первом претендовала на участие в стыковых матчах за выход в премьер-лигу и заняла 5-е место, во втором, проведённом не до конца из-за пандемии коронавируса, — 3-е, уступив 2-е по дополнительным показателям, при этом у команды сохранялись шансы выйти в премьер-лигу напрямую, заняв 1-е или 2-е место, а стыковые матчи были отменены.
В связи с высокой арендной платой ближайших к «Арене Чертаново» стадионов «Труд» (Подольск) и имени Эдуарда Стрельцова домашние матчи в ФНЛ команда стала проводить на стадионах «Авангард» в Домодедове, Спортивном городке в Лужниках и «Сапсан Арена» в Москве (основным заявленным стадионом стал Спортивный городок «Лужники»). Вместимость «Арены Чертаново» планировалось увеличить за счёт реконструкции, в случае выхода в Премьер-лигу планировалось использовать БСА «Лужники».
В зимнюю паузу 2018/19 три игрока «Чертаново» перешли в РПЛ: Наиль Умяров и Максим Глушенков стали игроками «Спартака», а Антон Зиньковский перебрался в «Крылья Советов». Летом 2020 года в «Крылья Советов» перешли 8 игроков и главный тренер Игорь Осинькин.
В Кубке России 2022/23 «Чертаново» уступило в 1/256 финала медийной команде 2DROTS.[значимость факта?]

## Достижения
- Лучшее достижение в первенстве России — 3-е место в первенстве ФНЛ (сезон 2019/20).
- Лучшее достижение в Кубке России — выход в 1/16 финала (2019/20).
- Финалист Кубка ФНЛ (2017).

## Результаты выступлений
| Сезон   | Лига/Дивизион                                                 | Лига/Дивизион                                                 | Место    | Кубок                   | Примечания                               | Примечания                               |
| ------- | ------------------------------------------------------------- | ------------------------------------------------------------- | -------- | ----------------------- | ---------------------------------------- | ---------------------------------------- |
| 1993    | Вторая лига                                                   | зона 4                                                        | 21 из 22 | 1/128 финала            | Вылет в третью лигу                      | Вылет в третью лигу                      |
| 1994    | Третья лига                                                   | зона 3                                                        | 21 из 24 | 1/256 финала            |                                          |                                          |
| 1995    | Третья лига                                                   | зона 3                                                        | 19 из 23 | —                       |                                          |                                          |
| 1996    | Третья лига                                                   | зона 3                                                        | 18 из 20 | 1/256 финала            |                                          |                                          |
| 1997    | Третья лига                                                   | зона 3                                                        | 21 из 21 | 1/256 финала            | Исключение из ПФЛ                        | Исключение из ПФЛ                        |
| 1998    | КФК/ЛФЛ/ ЛФК                                                  | Московская область, группа А                                  | 8 из 14  | —                       | Любительский уровень                     | Любительский уровень                     |
| 1999    | КФК/ЛФЛ/ ЛФК                                                  | Московская область, группа А                                  | 15 из 15 | —                       | Любительский уровень                     | Любительский уровень                     |
| 2000    | КФК/ЛФЛ/ ЛФК                                                  | Москва                                                        | 11 из 16 | —                       | Любительский уровень                     | Любительский уровень                     |
| 2001    | КФК/ЛФЛ/ ЛФК                                                  | Москва                                                        | 18 из 19 | —                       | Любительский уровень                     | Любительский уровень                     |
| 2002    | КФК/ЛФЛ/ ЛФК                                                  | Москва                                                        | 21 из 21 | —                       | Любительский уровень                     | Любительский уровень                     |
| 2003    | КФК/ЛФЛ/ ЛФК                                                  | Москва                                                        | 19 из 19 | —                       | Любительский уровень                     | Любительский уровень                     |
| 2005    | КФК/ЛФЛ/ ЛФК                                                  | Москва, дивизион Б                                            | 3 из 13  | —                       | Любительский уровень                     | Любительский уровень                     |
| 2007    | КФК/ЛФЛ/ ЛФК                                                  | Москва, дивизион Б                                            | 12 из 14 | —                       | Любительский уровень                     | Любительский уровень                     |
| 2009    | КФК/ЛФЛ/ ЛФК                                                  | Москва, дивизион Б                                            | 13 из 17 | —                       | Любительский уровень                     | Любительский уровень                     |
| 2010    | КФК/ЛФЛ/ ЛФК                                                  | Москва, дивизион А                                            | 11 из 15 | —                       | Любительский уровень                     | Любительский уровень                     |
| 2011/12 | КФК/ЛФЛ/ ЛФК                                                  | Москва, дивизион А                                            | 9 из 19  | —                       | Любительский уровень                     | Любительский уровень                     |
| 2014/15 | ПФЛ                                                           | Центр                                                         | 15 из 16 | —                       |                                          |                                          |
| 2015/16 | ПФЛ                                                           | Центр                                                         | 11 из 14 | 1/128 финала            |                                          | Участие в Кубке ФНЛ, в 2017 — 2-е место  |
| 2016/17 | ПФЛ                                                           | Центр                                                         | 6 из 13  | 1/128 финала            |                                          | Участие в Кубке ФНЛ, в 2017 — 2-е место  |
| 2017/18 | ПФЛ                                                           | Запад                                                         | из 14    | 1/32 финала             | Выход в ФНЛ                              | Участие в Кубке ФНЛ, в 2017 — 2-е место  |
| 2018/19 | ФНЛ                                                           | ФНЛ                                                           | 5 из 20  | 1/32 финала             |                                          | Участие в Кубке ФНЛ, в 2017 — 2-е место  |
| 2019/20 | ФНЛ                                                           | ФНЛ                                                           | 3 из 20  | 1/16 финала             |                                          |                                          |
| 2020/21 | ФНЛ                                                           | ФНЛ                                                           | 21 из 22 | элитный групповой раунд | Вылет во Второй дивизион ФНЛ             | Вылет во Второй дивизион ФНЛ             |
| 2021/22 | Второй дивизион ФНЛ                                           | группа 2                                                      | 18 из 21 | 1/128 финала            |                                          |                                          |
| 2022/23 | Вторая лига                                                   | группа 2                                                      | 5 из 22  | 1-й раунд пути регионов | Переход в группу «серебро» дивизиона «A» | Переход в группу «серебро» дивизиона «A» |
| 2023/24 | Вторая лига, дивизион «А», 1-й этап (2023) — группа «серебро» | Вторая лига, дивизион «А», 1-й этап (2023) — группа «серебро» | 9 из 10  | 2-й раунд пути регионов | Переход в дивизион «Б»                   | Переход в дивизион «Б»                   |
| 2024    | Вторая лига, дивизион «Б»                                     | группа 2                                                      |          |                         |                                          |                                          |

## Молодёжная команда
В 1993—1994 годах, а также с сезона-2014 молодёжная команда «Чертаново» («Чертаново-М») выступала в Первенстве России среди любительских футбольных клубов (третьем дивизионе), зона «Москва» (МРО «Центр»). После выхода первой команды в ФНЛ на сезон-2018/19 она снялась с первенства третьего дивизиона-2018 и заявилась в группу «Запад» Первенства ПФЛ-2018/19, как вторая команда клуба («Чертаново-2», тренер Денис Первушин).

### ГБОУ ЦСО «Чертаново»
Команда «Чертаново» является структурным подразделением Центра спорта и образования «Чертаново» и комплектуется выпускниками, а также воспитанниками старших команд футбольной школы «Чертаново». В её состав входят футболисты не старше 23 лет.
В сезоне-2019/20 команда футбольной школы «Чертаново» U-17 (игроки 2002 года рождения) одержала победу в турнире Юношеской футбольной лиги — первенстве среди юношей академий профессиональных футбольных клубов России.

## Состав
| 1  | Флаг России | Вр  | Константин Нечкин   | 2006 |  |  |  |  |  |
| 31 | Флаг России | Вр  | Марк Переверзев     | 2006 |  |  |  |  |  |
| 78 | Флаг России | Вр  | Николай Жужнев      | 2003 |  |  |  |  |  |
|    |             |     |                     |      |  |  |  |  |  |
| 5  | Флаг России | Защ | Булат Гатин         | 2004 |  |  |  |  |  |
| 13 | Флаг России | Защ | Владимир Бартасевич | 1993 |  |  |  |  |  |
| 21 | Флаг России | Защ | Дмитрий Кондрашов   | 2006 |  |  |  |  |  |
| 28 | Флаг России | Защ | Иван Поляков        | 2004 |  |  |  |  |  |
| 93 | Флаг России | Защ | Данила Молодняков   | 2002 |  |  |  |  |  |
|    |             |     |                     |      |  |  |  |  |  |
| 8  | Флаг России | ПЗ  | Артём Селюков       | 1998 |  |  |  |  |  |
| 11 | Флаг России | ПЗ  | Георгий Кетов       | 2003 |  |  |  |  |  |

| 17 | Флаг России | ПЗ  | Семён Семёнов      | 2004 |  |  |  |  |  |
| 24 | Флаг России | ПЗ  | Тимофей Комиссаров | 2006 |  |  |  |  |  |
| 29 | Флаг России | ПЗ  | Александр Бабешко  | 2004 |  |  |  |  |  |
| 32 | Флаг России | ПЗ  | Виталий Семёнов    | 2005 |  |  |  |  |  |
| 38 | Флаг России | ПЗ  | Вадим Агафонцев    | 2004 |  |  |  |  |  |
| 50 | Флаг России | ПЗ  | Антон Хомяков      | 2003 |  |  |  |  |  |
| 73 | Флаг России | ПЗ  | Захар Светов       | 2004 |  |  |  |  |  |
| 79 | Флаг России | ПЗ  | Максим Якименко    | 2003 |  |  |  |  |  |
| 97 | Флаг России | ПЗ  | Георгий Борисов    | 2007 |  |  |  |  |  |
|    |             |     |                    |      |  |  |  |  |  |
| 9  | Флаг России | Нап | Матвей Урванцев    | 2004 |  |  |  |  |  |

## Тренерский штаб
- По данным официальной заявки[21].

| Должность       | Имя            |
| --------------- | -------------- |
| Главный тренер  | Сергей Чикишев |
| Тренер          | Леонид Фёдоров |
| Тренер вратарей | Николай Утин   |
| Тренер вратарей | Илья Абаев     |

## Лучшие игроки сезона
- Лучшие игроки команды[22].

| Сезон            | № 1                        | № 2                      | № 3                                      |
| ФНЛ 2021/22 (Д3) | Владимир Бартасевич (1993) | Максим Савельев (2002)   | Гаррик Левин (2003)                      |
| ФНЛ 2020/21 (Д2) | Сергей Пиняев (2004)       | Илья Абаев (1981)        | Владимир Бартасевич (1993)               |
| ФНЛ 2019/20 (Д2) | Владислав Сарвели (1997)   | Илья Абаев (1981)        | Роман Ежов (1997), Максим Витюгов (1998) |
| ФНЛ 2018/19 (Д2) | Владислав Сарвели (1997)   | Антон Зиньковский (1996) | Роман Ежов (1997)                        |
| ПФЛ 2017/18 (Д3) | Антон Зиньковский (1996)   | Иван Ломаев (1996)       | Роман Ежов (1997)                        |
| ПФЛ 2016/17 (Д3) | Иван Ломаев (1996)         | Николай Прудников (1998) | Роман Ежов (1997)                        |
| ПФЛ 2015/16 (Д3) | Антон Зиньковский (1996)   | Роман Косянчук (1993)    | Андрей Конаков (1996)                    |
| ПФЛ 2014/15 (Д3) | Александр Котов (1990)     | Сергей Гаранжа (1995)    | Александр Шкуратов (1996)                |